# هیپورامفوس
هیپورامفوس (نام علمی: Hyporhamphus) نام یک سرده از تیره نیم‌منقارماهیان است.